# DDR-Mannschaftsmeisterschaft im Schach 1967
Die DDR-Mannschaftsmeisterschaft im Schach 1967 gewann die erste Mannschaft der DAW Berlin, die bereits im Vorjahr (damals noch als Abteilung des TSC Berlin) DDR-Mannschaftsmeister war.
Gespielt wurde ein Rundenturnier, wobei jede Mannschaft gegen jede andere jeweils zwei Mannschaftskämpfe an acht Brettern austrug.

## DDR-Mannschaftsmeisterschaft 1967

### Kreuztabelle der Oberliga (Rangliste)
|    | Verein               | 1   | 2    | 3    | 4    | 5    | 6    | 7    | 8    | 9    | 10   | Punkte |
| -- | -------------------- | --- | ---- | ---- | ---- | ---- | ---- | ---- | ---- | ---- | ---- | ------ |
| 1  | DAW Berlin I         |     | 12,0 | 10,0 | 8,5  | 14,0 | 15,0 | 11,5 | 13,0 | 11,0 | 15,5 | 110,5  |
| 2  | SC Leipzig I         | 4,0 |      | 6,5  | 9,5  | 13,0 | 7,5  | 13,5 | 13,5 | 13,0 | 16,0 | 96,5   |
| 3  | Buna Halle           | 6,0 | 9,5  |      | 11,5 | 7,5  | 11,0 | 11,5 | 10,5 | 12,5 | 15,0 | 95,0   |
| 4  | Post Dresden I       | 7,5 | 6,5  | 4,5  |      | 8,5  | 12,5 | 9,5  | 10,5 | 14,0 | 8,5  | 82,0   |
| 5  | DAW Berlin II        | 2,0 | 3,0  | 8,5  | 7,5  |      | 8,0  | 8,5  | 10,0 | 7,5  | 8,5  | 63,5   |
| 6  | SC Leipzig II        | 1,0 | 8,5  | 5,0  | 3,5  | 8,0  |      | 9,5  | 8,5  | 7,0  | 9,5  | 60,5   |
| 7  | Lok Dresden          | 4,5 | 2,5  | 4,5  | 6,5  | 7,5  | 6,5  |      | 8,5  | 10,5 | 7,0  | 58,0   |
| 8  | Post Dresden II      | 3,0 | 2,5  | 5,5  | 5,5  | 6,0  | 7,5  | 7,5  |      | 9,0  | 10,0 | 56,5   |
| 9  | Lok Rostock          | 5,0 | 3,0  | 3,5  | 2,0  | 8,5  | 9,0  | 5,5  | 7,0  |      | 9,5  | 53,0   |
| 10 | ASG / HSG Greifswald | 0,5 | 0,0  | 1,0  | 7,5  | 7,5  | 4,5  | 9,0  | 6,0  | 6,5  |      | 42,5   |

### Erfolgreichste Spieler
Bei mindestens 14 gespielten Partien waren an den acht Brettern erfolgreich:
| Brett | Spieler           | Verein    | Punkte | Partien | Prozent |
| ----- | ----------------- | --------- | ------ | ------- | ------- |
| 1     | Wolfgang Pietzsch | Leipzig I | 11,5   | 14      | 82,1    |
| 2     | Lothar Zinn       | Berlin I  | 11,5   | 14      | 82,1    |
| 3     | Werner Golz       | Berlin I  | 13,5   | 16      | 84,4    |
| 4     | Jürgen Mädler     | Halle     | 12,5   | 15      | 83,3    |
| 5     | Dieter Brüntrup   | Berlin I  | 10,0   | 16      | 62,5    |
| 6     | Horst Handel      | Berlin I  | 8,5    | 14      | 60,7    |
| 7     | Heinz Rätsch      | Leipzig I | 13,5   | 17      | 79,4    |
| 8     | Franz Stahl       | Berlin II | 11,0   | 15      | 76,7    |

### Die Meistermannschaft
| 1.            | DAW Berlin |
| Schachfiguren | Reinhart Fuchs, Lothar Zinn, Werner Golz, Fritz Baumbach, Dieter Brüntrup, Horst Handel, Hermann Brameyer, Horst Rittner, Olaf Thal, Hans Platz, Berthold Koch |

### DDR-Liga
| Platz | Verein                    | Punkte |
| ----- | ------------------------- | ------ |
| 1     | Wissenschaft Potsdam      | 67,0   |
| 2     | Motor SO Magdeburg        | 64,5   |
| 3     | Motor Gohlis Nord Leipzig | 62,5   |
| 4     | Aufbau Börde Magdeburg    | 60,5   |
| 5     | Chemie Piesteritz         | 58,0   |
| 6     | Einheit Friesen Berlin    | 49,5   |
| 7     | Lok Pankow                | 47,0   |
| 8     | Lok Stralsund             | 39,0   |

| Platz | Verein                    | Punkte |
| ----- | ------------------------- | ------ |
| 1     | Lok Mitte Leipzig         | 70,5   |
| 2     | Chemie Lützkendorf        | 67,0   |
| 3     | Motor IFA Karl-Marx-Stadt | 64,5   |
| 4     | Motor Görlitz             | 53,5   |
| 5     | Aufbau Mitte Dresden      | 53,0   |
| 6     | Motor Weimar              | 50,0   |
| 7     | Pentacon Dresden          | 45,5   |
| 8     | Motor RFT Gera            | 44,0   |

### Aufstiegsspiele zur DDR-Liga
| Platz | Verein                      | Punkte |
| ----- | --------------------------- | ------ |
| 1     | Humboldt-Universität Berlin | 31,5   |
| 2     | Rotation Schwedt            | 25,0   |
| 3     | Motor Rostock               | 23,0   |
| 4     | Medizin Neubrandenburg      | 16,5   |

| Platz | Verein                | Punkte |
| ----- | --------------------- | ------ |
| 1     | "German Titow" Berlin | 29,0   |
| 2     | HSG TH Magdeburg      | 25,5   |
| 3     | Veritas Wittenberge   | 21,0   |
| 4     | Lok Brandenburg       | 20,5   |

| Platz | Verein                | Punkte |
| ----- | --------------------- | ------ |
| 1     | Buna Halle II         | 27,5   |
| 2     | EVB Erfurt            | 26,5   |
| 3     | Motor Carl Zeiss Jena | 25,0   |
| 4     | Einheit Bad Salzungen | 17,0   |

| Platz | Verein                       | Punkte |
| ----- | ---------------------------- | ------ |
| 1     | Lok Karl-Marx-Stadt          | 31,5   |
| 2     | Chemie Schwarzheide          | 25,5   |
| 3     | Motor Gohlis Nord Leipzig II | 24,5   |
| 4     | Stahl Riesa                  | 19,5   |

## DDR-Mannschaftsmeisterschaft der Frauen 1967

### Oberliga
| Platz | Verein                | Punkte |
| ----- | --------------------- | ------ |
| 1     | Wissenschaft Leipzig  | 40,5   |
| 2     | Lok Dresden           | 37,0   |
| 3     | Buna Halle            | 33,5   |
| 4     | Empor Potsdam         | 26,0   |
| 5     | Rotation Kunst Berlin | 21,5   |
| 6     | Lok Erfurt            | 21,5   |

### DDR-Liga
Ursprünglich waren drei Staffeln angesetzt. Die Nordstaffel mit Einheit Schwerin, Motor Rostock und Empor Potsdam II kam jedoch nicht zustande. Schwerin wurde zum kampflosen Staffelsieger erklärt, verzichtete aber auf die Teilnahme an den Aufstiegsspielen.
| Platz | Verein                 | Punkte |
| ----- | ---------------------- | ------ |
| 1     | Buna Halle II          | 18,5   |
| 2     | Aufbau Börde Magdeburg | 11,5   |
| 3     | Fortschritt Groitzsch  | 06,0   |

| Platz | Verein              | Punkte |
| ----- | ------------------- | ------ |
| 1     | Wismut Aue          | 28,0   |
| 2     | Lok Karl-Marx-Stadt | 23,0   |
| 3     | Eintracht Seiffen   | 13,5   |
| 4     | TSG Gröditz         | 07,5   |

Den Stichkampf der beiden Staffelsieger gewann Wismut Aue mit 6½:5½.

## Jugendmeisterschaften
| männlich          | weiblich     |
| ----------------- | ------------ |
| Motor West Erfurt | Chemie Leuna |